# Ielizaveta Guerdt
Ielizaveta Guerdt   (Sant Petersburg, 17 d'abril de 1891 (Julià) - Moscou, 6 de novembre de 1975) va ser una ballarina russa i professora de les escoles imperials russes i soviètiques de la dansa clàssica. Era la filla de Pàvel Guerdt.
Filla del celebrat ballarí Pàvel Guerdt, va estudiar amb Michel Fokine a l'Imperial Ballet School, on el seu soci principal va ser Vaslav Nijinsky. Es va casar amb un altre danseur popular, Samuil Adrianov (1884-1917, el primer marit), que ballava amb Pierina Legnani i Mathilde Kschessinska, dues ballarines que buscava emular.
Després de la revolució russa, Ielizaveta Guerdt i Olga Spessívtseva van ser els únics ballarins de classe mundial que van optar per romandre a Rússia, mentre que altres emigraren a Occident.
El 1928, després de 20 anys de ball, va decidir abandonar l'escenari i dedicar-se a la docència. Va ensenyar la classe de perfecció per a les dones ballarines a l' Òpera i Ballet de Leningrad juntament amb l'ensenyament de les noies en la seva Alma mater (1927-1934). Després es va traslladar de Leningrad a Moscou. Allà va ensenyar la classe per a les ballarines del Teatre Bolshoi, ballarines entrenadores del Ballet Bolshoi i també va treballar a l' Escola de Ballet de Moscou (1935-1942 i 1945-1960).
Entre els seus alumnes hi havia Alla Shelest (a Leningrad), Irina Tikhomirnova, Maya Plisetskaya, Violetta Bovt, Mira Redina, Raisa Struchkova, Ekaterina Maksimova (a Moscou). Amb alguns d'ells va continuar col·laborant al teatre. Així va entrenar a Sulamith Messerer i després a la seva neboda Maya Plisetskaya .